# Elisabeth Förster-Nietzsche
Elisabeth Förster-Nietzsche, född 10 juli 1846 i Röcken, död 8 november 1935 i Weimar, var en tysk författarinna.
Elisabeth Förster-Nietzsche var syster till Friedrich Nietzsche och gift med forskningsresanden Bernhard Förster (1843–1889), med vilken hon deltog i ett kolonisationsföretag i Sydamerika. Efter makens död vårdade hon sin sjuke bror i Weimar, där hon 1894 grundade Nietzsche-Archiv. Hon skrev Das Leben Friedrich Nietzsches (3 band, 1895–1904), Das Nietzsche-Archiv, seine Freunde und Feinde (1907), Der junge Nietzsche (1912), Der einsame Nietzsche (1914), Wagner und Nietzsche zur Zeit ihrer Freundschaft (1915), Der werdende Nietzsche, autobiographische Aufzeichnungen (1924) och Nietzsche und die Frauen seiner Zeit (1935).